# Субтропіки Середньої Азії (фільм, 1953)
Субтропіки Середньої Азії (рос. Субтропики Средней Азии) — документальний фільм вірменського кінорежисера Амо Бек-Назаряна.